# Polystichum paleatum
Polystichum paleatum är en träjonväxtart som beskrevs av Edwin Bingham Copeland. Polystichum paleatum ingår i släktet Polystichum och familjen Dryopteridaceae. Inga underarter finns listade.